# Lionel Stander
Lionel Jay Stander (Nueva York; 11 de enero de 1908 - Los Ángeles, California; 30 de noviembre de 1994) fue un actor radiofónico, teatral, cinematográfico y televisivo de nacionalidad estadounidense.

## Primeros años y carrera
Nacido en la ciudad de Nueva York, en el barrio del Bronx, era el primero de los tres hijos de una familia de inmigrantes rusos de origen judío. Según diversas entrevistas periodísticas hechas a Stander, siendo adolescente habría actuado en 1926 en el filme mudo Men of Steel, quizás como extra, sin aparecer en los títulos de crédito. Durante su primer año en la Universidad de Carolina del Norte en Chapel Hill actuó en una producción estudiantil de The Muse and the Movies: A Comedy of Greenwich Village.
La carrera profesional de Stander se inició en 1928, en la pieza Him, de E. e. cummings, representada en el Provincetown Playhouse de Nueva York. Además intervino en una serie de obras de corta trayectoria en los inicios de la década de 1930, entre ellas The House Beautiful, la cual Dorothy Parker retituló con mofa "the play lousy (la función pésima)."
En 1932 Stander hizo su primer papel cinematográfico con créditos en el corto de Warner-Vitaphone In the Dough, con Fatty Arbuckle y Shemp Howard. Además del citado, rodó otros varios cortos, siendo el último de ellos The Old Grey Mayor, con Bob Hope, en 1935. Ese año fue seleccionado para trabajar en el largometraje de Ben Hecht The Scoundrel, con Noel Coward. Posteriormente se mudó a Hollywood, firmando contrato con Columbia Pictures. En los siguientes tres años Stander actuó en una serie de películas, destacando de entre ellas El secreto de vivir (1936, con Gary Cooper y dirección de Frank Capra, Meet Nero Wolfe (1936, en el papel de Archie Goodwin), y A Star is Born (1937), cinta interpretada por Janet Gaynor y Fredric March.
La personal voz de Stander, y su talento para utilizar diferentes acentos le hizo un popular actor radiofónico. En las décadas de 1930 y 1940 trabajó en el Eddie Cantor Show, el show de Bing Crosby, la adaptación radiofónica realizada para Lux Radio Theater de A Star Is Born, The Fred Allen Show, la serie Mayor of the Town (con Lionel Barrymore y Agnes Moorehead), Kraft Music Hall (en la NBC), Stage Door Canteen (CBS), Lincoln Highway Radio Show (NBC), y The Jack Paar Show, entre otras producciones. En 1941 protagonizó un show radiofónico de corta trayectoria en la CBS titulado The Life of Riley, sin ninguna relación con el personaje llevado a la fama más tarde por William Bendix. Stander hizo el papel de Spider Schultz en el filme de Harold Lloyd de 1936 The Milky Way, así como en la versión de 1946 protagonizada por Danny Kaye, The Kid from Brooklyn. Stander trabajó con regularidad en el estrafalario programa radiofónico de variedades de Danny Kaye para la CBS (1946-1947), interpretando al ascensorista entre las payasadas de Kaye, la futura estrella de Our Miss Brooks Eve Arden, y el líder de banda Harry James.
Fuertemente liberal y pro-sindicalista, Stander se adhirió a diferentes causas sociales y políticas, y fue miembro fundador del Sindicato de Actores. Stander también dio apoyo a la Conference of Studio Unions en su lucha contra el Mob-influenced International Alliance of Stage Employees (IATSE). Además, en 1937 Ivan F. Cox, miembro depuesto del sindicato de estibadores de San Francisco (California), demandó a Stander y a otras muchas personas, entre ellas al sindicalista Harry Bridges, los actores Fredric March, Franchot Tone, Mary Astor, James Cagney, Jean Muir, y el director William Dieterle. La acusación era, según la revista Time, «conspirar para propagar el comunismo en la Costa del Pacífico, ocasionando la pérdida del trabajo del señor Cox».
En 1938 el directivo de Columbia Pictures Harry Cohn habría llamado a Stander «un rojo hijo de puta», amenazando económicamente a cualquier estudio que le renovara su contrato. A pesar de las buenas críticas recibidas por sus actuaciones, el trabajo de Stander disminuyó drásticamente. Tras intervenir en 15 filmes entre 1935 y 1936, solo hizo seis desde 1937 a 1938 y otros seis desde 1939 a 1943, ninguno a cargo de alguno de los principales estudios, y destacando de entre ellos Guadalcanal Diary (1943).

## Stander y el HUAC
Stander estuvo en el primer grupo de actores de Hollywood en ser citados por el Comité de Actividades Antiestadounidenses (HUAC) en 1940 por supuestas actividades comunistas. En una audiencia llevada a cabo en Los Ángeles en agosto de 1940, John R. Leech, miembro del Partido Comunista en la ciudad, dijo que Stander formaba parte del partido, al igual que otras 15 estrellas de Hollywood, entre las cuales figuraban Franchot Tone, Humphrey Bogart, James Cagney, Clifford Odets y Budd Schulberg. Finalmente el fiscal dejó a Stander libre de cargos.
Stander no trabajó en el cine en 1944 y 1945. Sin embargo, a finales de los años cuarenta, con la atención del HUAC centrada en otros temas como consecuencia de la Segunda Guerra Mundial, pudo actuar en diferentes cintas, casi todas de estudios independientes. Entre los títulos figuraban la de Ben Hecht Specter of the Rose (1946), las comedias de Preston Sturges The sin of Harold Diddlebock (1947, con Harold Lloyd) y Unfaithfully Yours (1948, con Rex Harrison), y Trouble Makers (1948, con The Bowery Boys).
El HUAC volvió a centrar su atención en Hollywood en 1947. Ese octubre, Howard Rushmore, que había pertenecido al Partido Comunista en los años treinta y había escrito críticas cinematográficas para el Daily Worker, testificó que el escritor John Howard Lawson, al que llamaba comunista, se había "referido a Lionel Stander como un ejemplo perfecto de cómo un comunista no debiera actuar en Hollywood." Stander volvió a entrar en la lista negra de Hollywood, aunque pudo actuar en la radio, el teatro y la televisión.
En una audiencia del HUAC en abril de 1951, el actor Marc Lawrence dijo que Stander era miembro de su "célula" comunista en Hollywood, al igual que los guionistas Lester Cole y Gordon Kahn. Stander dijo que el testimonio de Lawrence era ridículo, y dos días después le demandó por calumnia. Tras ello, Lawrence dejó el país y viajó a Europa.
Como consecuencia de todo lo anterior, Stander finalmente entró en la lista negra de televisión y radio, aunque continuó actuando en el teatro, interviniendo en 1953 en Pal Joey, pieza representada en el circuito de Broadway y en gira.
Finalmente, en mayo de 1953 testificó ante el HUAC en Nueva York, publicándose a primera plana en todo el país su falta de cooperación, algo que se recogió en la obra teatral de Eric Bentley Are You Now or Have You Ever Been. 

## Carrera en el cine independiente y en Europa
Tras todo ello, la carrera interpretativa de Stander entró en caída libre. Por ello trabajó como agente de bolsa en Wall Street, actor teatral itinerante, portavoz de empresa e, incluso, como rey del Mardi Gras en Nueva Orleans. No volvió a Broadway hasta 1961, y al cine en 1963, trabajando en un film de bajo presupuesto, The Moving Finger, aunque fue el narrador de la película de 1961 Blast of Silence, cinta en la que no aparecía en los títulos de crédito.
La situación de Stander mejoró cuando viajó a Londres en 1964 para actuar en la obra de Bertolt Brecht Die heilige Johanna der Schlachthöfe, bajo dirección de Tony Richardson. En 1965 fue elegido para actuar en la película Promise Her Anything, y ese mismo año Richardson le escogió para formar parte de la comedia The Loved Ones, basada en la novela homónima de Evelyn Waugh, con un elenco en el que figuraban Jonathan Winters, Robert Morse, Liberace, Rod Steiger, Paul Williams y otros muchos. En 1966 Roman Polanski dio a Stander su único papel protagonista, el de Dickie en Callejón sin salida, film en el que trabajó con Françoise Dorléac y Donald Pleasence.
Stander siguió en Europa y finalmente se asentó en Roma, donde actuó en muchos spaghetti westerns, destacando su papel del Max en el filme de Sergio Leone C'era una volta il West. En Roma contactó con Robert Wagner, que le dio un papel en un episodio de la serie televisiva It Takes a Thief, que se rodaba allí. Entre las pocas películas que Stander rodó en inglés en los años setenta se incluyen The Gang That Couldn't Shoot Straight, con Robert De Niro y Jerry Orbach, el filme de Steven Spielberg 1941, y el de Martin Scorsese New York, New York, con Liza Minnelli y Robert De Niro.

## Hart to Hart
Tras 15 años fuera del país, Stander volvió a Estados Unidos para hacer el papel que le dio la mayor fama: el de Max, el leal mayordomo, cocinero, y chófer de los ricos detectives aficionados interpretados por Robert Wagner y Stefanie Powers en la serie televisiva de 1979–1984 Hart to Hart (y una posterior serie de telefilmes de Hart to Hart). En 1983 Stander ganó un Globo de Oro por su papel en la serie. 
En 1986 dio voz a Kup en Transformers: la película. También actuó junto a Bette Davis en La bruja de mi madre (1989) y su última actuación cinematográfica fue como un paciente moribundo en The Last Good Time (1994), película interpretada por Armin Mueller-Stahl y Olivia d'Abo, con dirección de Bob Balaban.

## Vida personal
La vida personal de Stander fue tan tumultuosa como la profesional. Se casó seis veces, siempre con mujeres jóvenes y hermosas, la mayoría artistas, con un primer matrimonio en 1932 y el último en 1972, todos ellos acabados en divorcio, y tuvo un total de seis hijas.
Lionel Stander falleció a causa de un cáncer de pulmón en Los Ángeles, California, en 1994. Tenía 86 años de edad. Fue enterrado en el Cementerio Forest Lawn Memorial Park de Glendale (California).

## Filmografía
- In the Dough (1932)
- The Scoundrel (1935)
- Page Miss Glory (1935)
- The Gay Deception (La alegre mentira) (1935)
- If You Could Only Cook (Búsquenme una novia, 1935)
- I Loved a Soldier (1936) (inacabada)
- The Milky Way (La vía láctea, 1936)
- El secreto de vivir (1936)
- Meet Nero Wolfe (1936)
- More Than a Secretary (Escuela de secretarias) (1936)
- A Star is Born (1937)
- The League of Frightened Men (1937)
- The Last Gangster (El último gángster) (1937)
- The Crowd Roars (El gong de la victoria) (1938)
- The Ice Follies of 1939 (1939)
- Los verdugos también mueren (1943)
- Guadalcanal Diary (1943)
- The Big Show-Off (1945)
- The Loose Nut (1945) (voz, sin créditos)
- The Kid from Brooklyn (El asombro de Brooklyn) (1946)
- Who's Cookin' Who? (1946) (voz, sin créditos)
- Specter of the Rose (1946)
- The sin of Harold Diddlebock (1947)
- Texas, Brooklyn and Heaven (1948)
- Unfaithfully Yours (1948)
- Wet Blanket Policy (1948) (voz, sin créditos)
- Trouble Makers (1948)
- Wild and Woody! (1948) (voz, sin créditos)
- Drooler's Delight (1949) (voz, sin créditos)
- Puny Express (1951) (voz)
- St. Benny the Dip (1951)
- The Loved Ones (Los seres queridos) (1965)
- Promise Her Anything (1965)
- Callejón sin salida (1966)
- Seven Times Seven (1968)
- Sentencia para un dandy (1968)
- Gates to Paradise (1968)
- C'era una volta il West (Hasta que llegó su hora) (1968)
- La collina degli Stivali (La colina de las botas) (1969)
- How Did a Nice Girl Like You Get Into This Business? (1970)
- Per grazia ricevuta (1971)
- Pulp (1972)
- Mordi e fuggi (1973)
- El puente de Cassandra (The Cassandra Crossing, 1976)
- New York, New York (1977)
- Matilda (1978)
- Ciclón (1978)
- 1941 (1979)
- Transformers: la película (1986) (voz)
- La bruja de mi madre (1989)
- Cookie (1989)
- The Last Good Time (1994)